# Naturschutzgebiet Molbecke
Das Naturschutzgebiet Molbecke ist ein 2,32 ha großes Naturschutzgebiet (NSG) südlich von Winterberg. Das Gebiet wurde 2008 mit dem Landschaftsplan Winterberg durch den Hochsauerlandkreis als NSG ausgewiesen.

## Gebietsbeschreibung

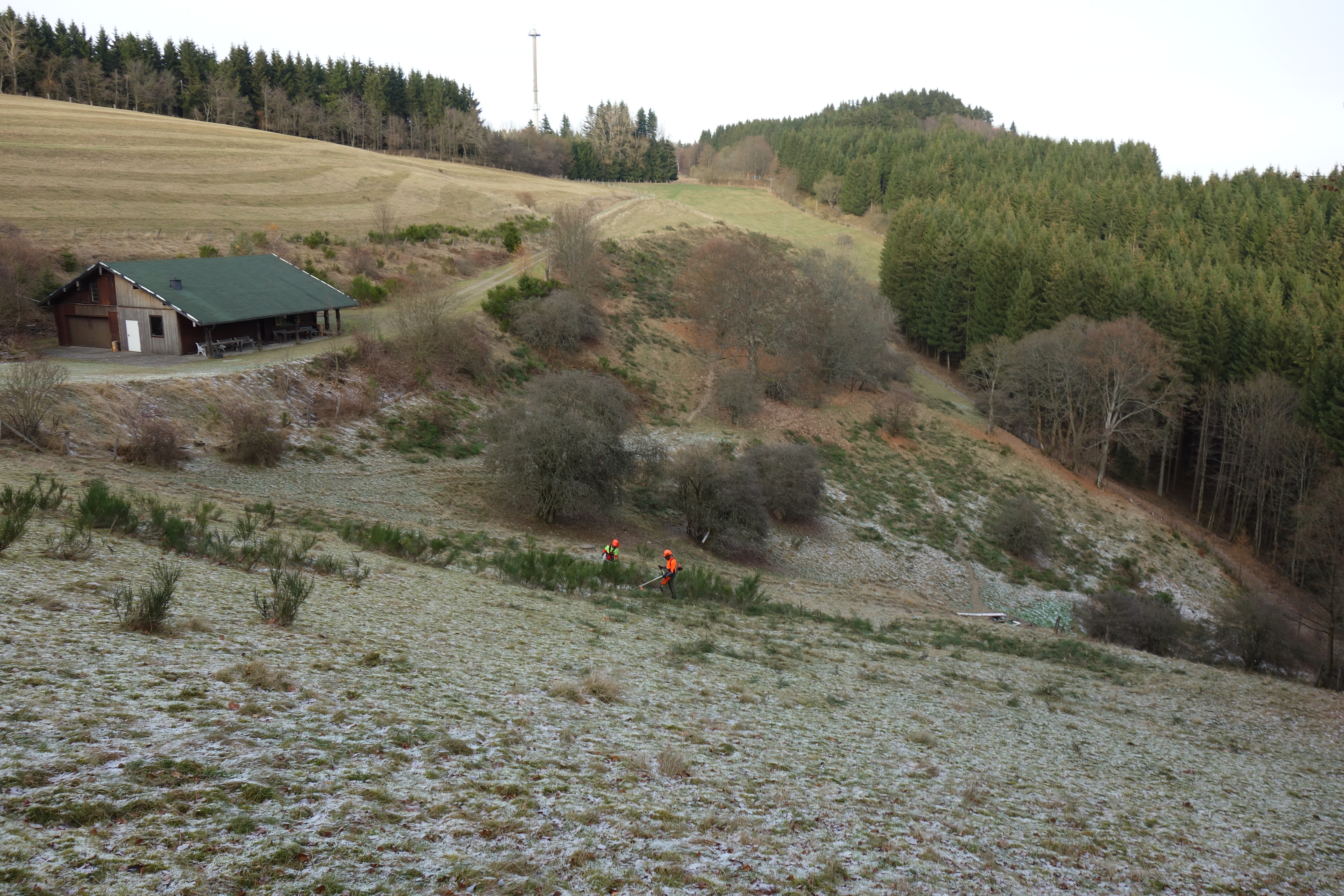
NSG Molbecke von Süden, während zwei Mitarbeiter der Biologischen Station Hochsauerlandkreis mit dem Freischneider Ginster mähen

Beim NSG handelt es sich um eine Bergwiese mit einem struktur- und artenreichen Biotopkomplex mit Besenginstergebüsch, Baumgruppen, artenreichem Magergrünland und kleinflächigem Feuchtgrünland. Das NSG liegt zwischen der etwa 720 m hohen Molbecke-Bergkuppe und dem Taleinschnitt des Molbecke-Siepens. Im Süden wird die Fläche von einem Quellrinnsal zertalt, das kurz darauf in die Molbecke mündet. Sowohl die mageren als auch die feuchten Grünlandbereiche beherbergen ein reichhaltiges Spektrum an Pflanzenarten, die teilweise wegen ihrer Gefährdung in der Rote Liste gefährdeter Arten geführt werden. Die Fläche fällt zudem fast vollständig unter den gesetzlichen Biotopschutz. Nur eine Fichtenaufforstungen trennt das NSG von einer 150 m östlich gelegenen Teilfläche des Naturschutzgebiets Bergwiesen bei Winterberg.

## Pflanzenarten im NSG
Es wurden Pflanzenarten wie Acker-Witwenblume, Bachbunge, Besenheide, Brennender Hahnenfuß, Echtes Labkraut, Echtes Mädesüß, Großes Springkraut, Feld-Ehrenpreis, Feld-Hainsimse, Flutender Schwaden, Gamander-Ehrenpreis, Gegenblättriges Milzkraut, Gemeiner Frauenmantel, Gewöhnliches Ferkelkraut, Wiesen-Goldhafer,  Großer Wiesenknopf, Harzer Labkraut, Gewöhnlicher Dornfarn, Kleiner Sauerampfer, Kleines Habichtskraut, Rundblättrige Glockenblume, Salbei-Gamander, Spitzwegerich, Spitzblütige Binse, Sumpf-Vergissmeinnicht, Schlangen-Knöterich, und Wiesen-Labkraut im NSG nachgewiesen.

## Schutzzweck
Das NSG soll den struktur- und artenreichen Biotopkomplex aus Mager- und Feuchtgrünland schützen. Das NSG soll zur Sicherung der überkommenen Grünlandnutzung dem aufgabegefährdeten Standort führen. Dazu sollen dem Bewirtschafter Vertragsangebote zur Erhaltung dieses Biotopmosaiks gemacht werden.
Wie bei allen Naturschutzgebieten in Deutschland wurde in der Schutzausweisung darauf hingewiesen, dass das Gebiet „wegen der Seltenheit, besonderen Eigenart und Schönheit des Gebietes“ zum Naturschutzgebiet wurde.